# Paul F. Knitter
Paul F. Knitter es un teólogo estadounidense.

## Biografía
Paul F. Knitter (Chicago, Illinois, Estados Unidos, 25 de febrero de 1939) es profesor de la Cátedra Paul Tillich de Teología, Cultura y Religiones Mundiales en la Union Theological Seminary, New York City hasta 2013. Fue anteriormente profesor emérito de Teología en Xavier Universidad en Cincinnati.  Desde la publicación de su libro, No Other Name? (1985), Knitter ha sido ampliamente conocido por su pluralismo religioso.  Junto con su amigo y colega, el filósofo protestante de religión John Hick, Knitter tuvo una crítica del entonces cardenal Ratzinger, después papa Papa Benedicto XVI.
En 1984 fue uno de los 97 teólogos y religiosos que firmó una Declaración "católica" sobre Pluralismo y Aborto, pidiendo pluralismo y discusión dentro de la Iglesia católica con respecto a la posición de la Iglesia respecto al aborto. Con expereincia en el mundo asiático, una de sus líneas de investigación es el diálogo con las religiones orientales.
Dirigió la organización Cristianos por la Paz en El Salvador, junto con otras personas, de 1998 a 2004. Forma parte, como asesor, del Consejo Internacional e Interreligioso por la Paz, que se formó a raíz del II Parlamento de las Religiones del Mundo (Chicago 1993).

## Educación
Knitter está licenciado por la Pontificia Universidad Gregoriana de Roma (1966), coincidiendo con la celebración del Concilio Vaticano II, y está doctorado por la Universidad de Marburg, Alemania (1972) con la tesis Hacia una teología protestante de las religiones.

## Obra publicada (en español)
- Introducción a las teologías de las religiones, 2008, Madrid, Ed. Verbo Divino.
- Sin Buda no podría ser cristiano, 2016, Barcelona, Fragmenta Editorial. ISBN 978-84-15518-27-3